# 多爾內什蒂鄉
47°52′N 26°1′E / 47.867°N 26.017°E
多爾內什蒂鄉（羅馬尼亞語：Comuna Dornești, Suceava），是羅馬尼亞的鄉份，位於該國東北部，由蘇恰瓦縣負責管轄，面積32平方公里，海拔高度345米，2007年人口4,503，人口密度每平方公里139人。